# مسابقات ژیمناستیک هنری زنان اروپا ۲۰۰۲
مسابقات ژیمناستیک هنری اروپا ۲۰۰۲ بیست و چهارمین دوره مسابقات ژیمناستیک هنری زنان اروپا است.
این مسابقات از ۱۸ تا ۲۱ آوریل در پاتراس، یونان در دو بخش بزرگسالان و جوانان برگزار شده است.

## جدول مدال‌های بزرگسالان
| رتبه | کشور     | طلا | نقره | برنز | مجموع |
| ۱    | روسیه    | ۵   | ۲    | -    | ۷     |
| ۲    | اوکراین  | ۱   | -    | ۱    | ۲     |
| ۳    | هلند     | -   | ۴    | ۲    | ۶     |
| ۴    | ایتالیا  | -   | -    | ۱    | ۱     |
| ۴    | رومانی   | -   | -    | ۱    | ۱     |
| ۴    | بریتانیا | -   | -    | ۱    | ۱     |